# 종려목
종려목(椶櫚目, Arecales)은 속씨식물 목 분류군의 하나이다. 2개 과로 이루어져 있다.

## 분류학
1981년 크론퀴스트 분류 체계에서 백합강(Liliopsida)에 속하는 종려아강(Arecidae)에 포함되었다. 1992년 쏜 분류 체계와 달그렌 분류 체계에서는 백합아강(Liliidae)에 속하는 종려상목(Areciflorae)에 포함시키고 종려과만을 유일하게 인정했다. 2003년 APG II 분류 체계에서는 외떡잎식물군 닭의장풀군으로 분류하고, 종려과를 유일하게 포함시켰다. 2016년 APG IV 분류 체계에서 다시포곤과 또한 종려목으로 포함하여 분류했다.

## 하위 분류
- 종려과 (Arecaceae)
- 다시포곤과 (Dasypogonaceae)

## 계통 분류
다음은 닭의장풀군의 계통 분류이다.

|  | 종려목                                                |
|  |                                                       |
|  | 벼목                                                  |
|  |                                                       |
|  | \| \| 생강목 \| \| \| \| \| \| 닭의장풀목 \| \| \| \| |
|  |                                                       |
|  | 생강목                                                |
|  |                                                       |
|  | 닭의장풀목                                            |
|  |                                                       |

|  | 생강목     |
|  |            |
|  | 닭의장풀목 |
|  |            |